# مرداره
مرداره (به صربی: Merdare) یک منطقهٔ مسکونی در صربستان است که در کورشوملیا واقع شده‌است. مرداره ۱۰٫۱۷ کیلومتر مربع مساحت و ۱۵۱ نفر جمعیت دارد و ۶۵۰ متر بالاتر از سطح دریا واقع شده‌است.